# フィリピン第二共和国

フィリピン共和国
Repúbliká ng Pilipinas (タガログ語)
República de Filipinas (スペイン語)

国の標語: Kapayapaan, Kalayaan, Katarungan（タガログ語）
平和、自由、正義国歌: Diwà ng Bayan（タガログ語）
最愛の地

フィリピンの位置

フィリピン第二共和国（フィリピンだいにきょうわこく）は、1943年（昭和18年）10月14日から1945年（昭和20年）8月17日にかけて、日本占領時期のフィリピンに存在した国家の現在における呼称である。
正式国名はフィリピン共和国（タガログ語: Repúbliká ng Pilipinas）。現在のフィリピン第五共和国政府は第二共和国大統領であったホセ・ラウレルをフィリピンの歴代大統領の一人（第3代）としており、第二共和国との連続性を認めている。

## 経緯
スペイン領東インドだったフィリピンでは1896年にフィリピン独立革命が発生し、1899年にエミリオ・アギナルド大統領のもとでフィリピン第一共和国が建国された。だが、米西戦争の勝利でフィリピンを獲得したアメリカ合衆国はフィリピンの独立を認めず、フィリピン第一共和国はアメリカとの激しい戦いを行った後（米比戦争）、アメリカ軍に鎮圧され解体された。米比戦争中にフィリピン政府は武器を調達するためにマリアノ・ポンセを日本に派遣したりする一方、日本からも日本人志士たちがフィリピン独立を支援するために独立戦争に身を投じるなど日比関係が築かれていた。フィリピン第一共和国崩壊後、アギナルド大統領はアメリカのフィリピン統治に協力する一方、アルテミオ・リカルテ将軍は日本に亡命してフィリピン独立の機会に備えていた。フィリピンを占領したアメリカは、フィリピン群島政府によってフィリピンを統治した後、1935年に、フィリピン独立の為の準備組織であるフィリピン・コモンウェルスを発足させた。
太平洋戦争が勃発し、1942年1月2日に日本軍がフィリピンに上陸すると、アメリカ合衆国の植民地であるフィリピン・コモンウェルスのマニュエル・ケソン大統領は、首都マニラを無防備都市であると宣言し、ホルヘ・B・ヴァルガスをマニラ市長として残して脱出した。日本軍はコレヒドール島の戦いの後、1942年5月6日にフィリピンを完全に制圧した。本間雅晴中将はフィリピン・コモンウェルスを解体し、フィリピン行政委員会という臨時政府をヴァルガスを第一議長に据えて設立した。政党は党派色の無いカリバピに取って代わられた（KALIBAPI又はKapisanan sa Paglilingkod sa Bagong Pilipinasという名称は、タガログで「新比島建設奉仕団」という意味）。カリバピの長官はベニグノ・アキノ(en)（後に暗殺されたベニグノ・アキノ・ジュニアの父。第15代大統領ベニグノ・アキノ3世の祖父）だった。また、リカルテはフィリピンに凱旋すると親日武装組織マカピリを組織した。アメリカによって失脚させられた初代大統領のアギナルドも日本を支援した。

## 独立

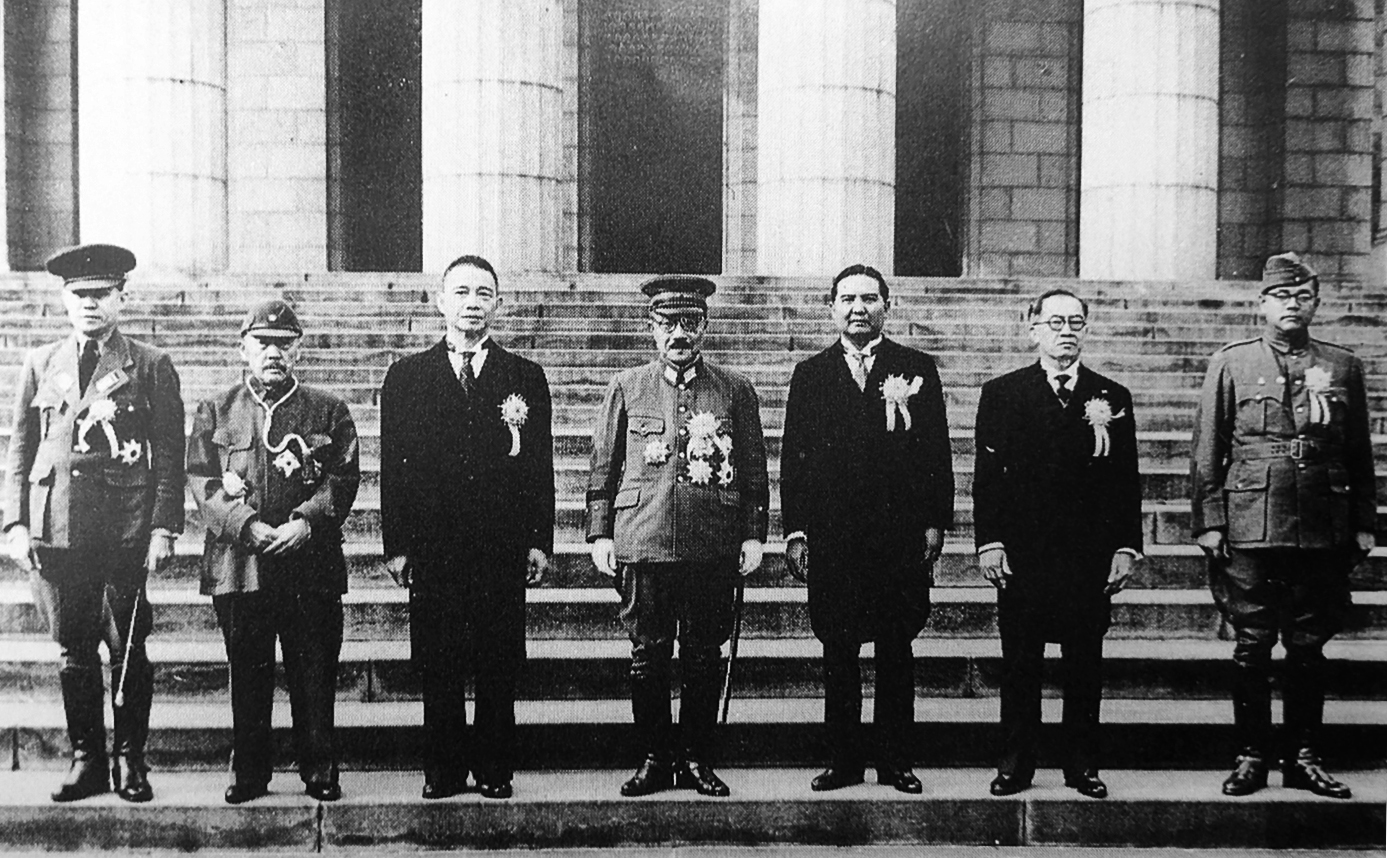
大東亜会議に参加した各国首脳（帝国議事堂前にて記念撮影）。左からビルマ国大統領バー・モウ、満州国総理張景恵、中華民国総統汪兆銘、日本国総理東條英機、タイ王国親王ワンワイタヤーコーン、フィリピン国大統領ホセ・ラウレル、自由インド主席スバス・チャンドラ・ボース

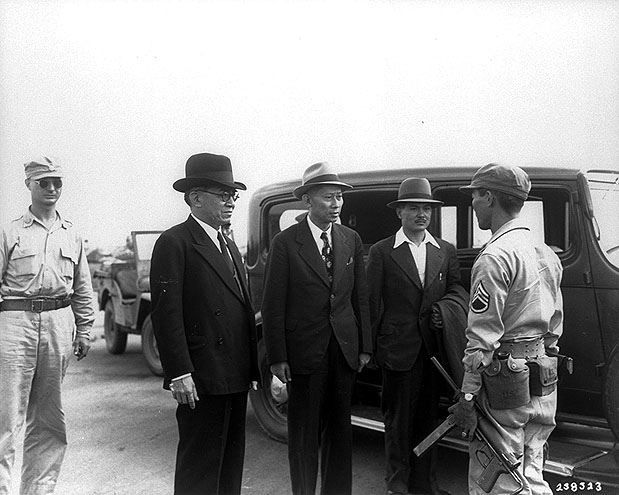
アメリカ軍に拘束されるフィリピン大統領ホセ・ラウレル、フィリピン国会議長ベニグノ・アキノ、フィリピン駐日大使ジョセフ・ラウレル三世。（1945年9月15日大阪）

1943年9月4日、フィリピン国会議事堂では特別全島代表者会議（ホセ・ラウレルを中心とする独立準備委員会やカリバピなどで構成）によってフィリピン憲法草案が提出され、9月7日に可決された。1943年9月20日までに、各地域の議会や市議会でのカリバピの代議員が、職権上兼帯するメンバーとして54人の知事と市長と彼ら自身の中からフィリピン下院（国会）の54人の議員を選んだ。1943年9月20日、ラウレルを首班とする独立準備委員会が結成された。9月25日には国会でラウレルを大統領に選出することが満場一致で可決された。9月30日にはラウレル独立準備委員会委員長を始めとするフィリピン政府首脳が東京を訪れ、東條英機首相を始めとする日本政府首脳と会談を行った。この際、対日協力の功績により、ラウレル、ヴァルガスに対し勲一等旭日大綬章、アキノに対し勲二等瑞宝章が授与された。
1943年10月14日午前9時45分、マニラの国会議事堂前広場で独立旗記念式典が盛大に行われた。比島派遣陸軍最高指揮官黒田重徳中将はバルガス行政府長官に軍政の撤廃を通達した。式典ではラウレル大統領が、勲一等旭日大綬章を佩用して就任演説を行なった。
1943年11月5日には東京で開かれた大東亜会議に独立国家として参加した。
アメリカ軍が再びフィリピンを占領するとフィリピン第一共和国のときと同様に瓦解することとなった。ラウレル大統領らは山下奉文大将の助言で1945年3月末、命からがらフィリピンを脱出し、台湾経由で日本へ亡命した。同年8月15日に日本が降伏すると、その2日後の8月17日にラウレルは第二次共和国の解散を宣言した。

## 軍事
フィリピン第二共和国は国軍を持たなかったためそれに代わる民兵組織としてマカピリが置かれていた。